# Joazaf (Krokowski)
Joazaf, imię świeckie Ołeksandr Krokowski herbu Namiot (ur. 1651 zapewne na Ukrainie Prawobrzeżnej, zm. 20 czerwca?/1 lipca 1718 w Twerze) – metropolita kijowski, halicki i całej Rusi, biskup Rosyjskiego Kościoła Prawosławnego.

## Życiorys
Ukończył kolegium mohylańskie w Kijowie przed 1670. W szkole tej zetknął się pierwszy raz z Warłaamem (Jasińskim), pełniącym funkcję jej rektora, który stał się następnie jego protektorem. Ok. 1673 wyjechał na studia do Rzymu, gdzie studiował filozofię i teologię. Po powrocie do Kijowa wstąpił jako posłusznik do ławry Peczerskiej, złożył wieczyste śluby mnisze, a następnie został zatrudniony w kolegium mohylańskim jako profesor. Wykładał retorykę (1683) i filozofię (1685–1689), a następnie pełnił funkcję prefekta szkoły. W 1689, zachowując to stanowisko, został przełożonym monasteru św. Mikołaja na Słupie w Kijowie. W roku akademickim 1689/1690 został rektorem kolegium, po raz drugi został wybrany na tę funkcję w 1693. W tym samym roku został przełożonym Brackiego Monasteru w Kijowie. Ihumen Joazaf uzyskał dla obydwu kierowanych przez siebie klasztorów wsparcie finansowe Iwana Mazepy, dzięki czemu na ich terenie powstały nowe murowane cerkwie. Doprowadził również do poprawy sytuacji ekonomicznej kolegium mohylańskiego.
W 1707 duchowieństwo kijowskie wybrało Joazafa na nowego metropolitę kijowskiego. Chirotonia biskupia odbyła się 15 sierpnia 1708 w Moskwie, Joazaf (Krokowski) otrzymał natychmiast po niej godność metropolity. Zdaniem Ćwikły podobnie jak jego poprzednicy, metropolici Gedeon i Warłaam, reprezentował stanowisko prorosyjskie, przyczynił się do unifikacji metropolii kijowskiej z Rosyjskim Kościołem Prawosławnym, eliminacji typowych dla niej tradycji. Odmienną ocenę jego postawy w tej kwestii przedstawił Włodzimierz Mokry, którego zdaniem Joazaf bronił odmienności prawosławia na ziemiach ukraińskich i reprezentował antymoskiewską postawę. Wszedł w konflikt z biskupem mścisławskim, mohylewskim i orszańskim Sylwestrem o zarządzanie tymi monasterami w Rzeczypospolitej, które przed włączeniem metropolii kijowskiej do Patriarchatu Moskiewskiego zostały bezpośrednio podporządkowane metropolicie kijowskiemu (biskup Sylwester dążył do tego, by znalazły się one w jego jurysdykcji). Gdy Iwan Mazepa przeszedł na stronę Szwedów w wojnie północnej i wystąpił przeciwko Rosji, Joazaf przewodniczył obrzędowi jego wykluczenia z Cerkwi prawosławnej.
W 1718 carewicz Aleksy Piotrowicz Romanow, przesłuchiwany w związku z rzekomą organizacją antycarskiego spisku przeciw swojemu ojcu, na torturach wskazał Joazafa (Krokowskiego) jako swojego współpracownika. Stwierdził, że metropolita kijowski w korespondencji z nim zachęcał go do wywołania zbrojnego powstania ludowego przeciwko carowi Piotrowi. Chory hierarcha miał zostać sprowadzony do Petersburga na przesłuchanie, jednak zmarł w drodze, w monasterze Świętych Archaniołów w Twerze. Krótko po jego zgonie Aleksy przyznał, że bezpodstawnie obciążył metropolitę. Pogrzeb Joazafa odbył się w soborze katedralnym w Twerze, przewodniczył mu arcybiskup twerski Warłaam.
Metropolita otaczał szczególną czcią świętą Barbarę i był autorem akafistu do niej.